# Fuzil Chassepot
O fuzil Chassepot (pronuncia-se "shas-poh"), oficialmente conhecido como Fusil modèle 1866, é um fuzil militar por ação de ferrolho de retrocarga. É famoso por ter sido o fuzil de serviço das forças francesas na Guerra Franco-Prussiana de 1870-1871. Ele substituiu uma variedade de fuzis Minié por antecarga, muitos dos quais foram convertidos em 1864 para retrocarga (os fuzis Tabatière). Uma grande melhoria para os rifles militares existentes em 1866, o Chassepot marcou o início da era da ação de ferrolho moderna, rifles militares por retrocarga. O fuzil Gras foi uma adaptação evolutiva do Chassepot projetado para disparar cartuchos metálicos introduzidos em 1874.

## Visão geral
A adoção do fuzil Chassepot em 30 de agosto de 1866 foi acelerada pela vitória do Reino da Prússia sobre a Áustria em Sadová, obtida em boa parte graças ao uso do moderno fuzil Dreyse, depois pela adoção pelo Reino da Baviera do fuzil Werder M1869.
O fuzil Chassepot Foi fabricado pela Manufacture d'armes de Saint-Étienne (MAS), Manufacture d'Armes de Châtellerault (MAC), Manufacture d'Armes de Tulle (MAT) e, até 1870, na Manufacture d'Armes de Mutzig no antigo Château des Rohan. Muitos também foram fabricados sob contrato na Inglaterra (os Chassepots "Potts et Hunts" entregues à Marinha Francesa), na Bélgica (em Liège) e na Itália em Brescia (pela Glisenti). O número aproximado de fuzis Chassepot disponíveis para a "Armée de terre" em julho de 1870 era de 1 037 555 unidades. Além disso, os fabricantes estaduais podiam entregar 30 000 novos fuzis por mês. Os fabricantes de armas na Inglaterra e na Áustria também produziram fuzis Chassepot para apoiar o esforço de guerra francês. O arsenal Steyr na Áustria entregou 12 000 carabinas Chassepot e 100 000 peças para a França em 1871.
A fabricação do fuzil Chassepot terminou em fevereiro de 1875, quatro anos após o fim da Guerra Franco-Prussiana, com aproximadamente 700 000 outros fuzis Chassepot fabricados entre setembro de 1871 e julho de 1874.

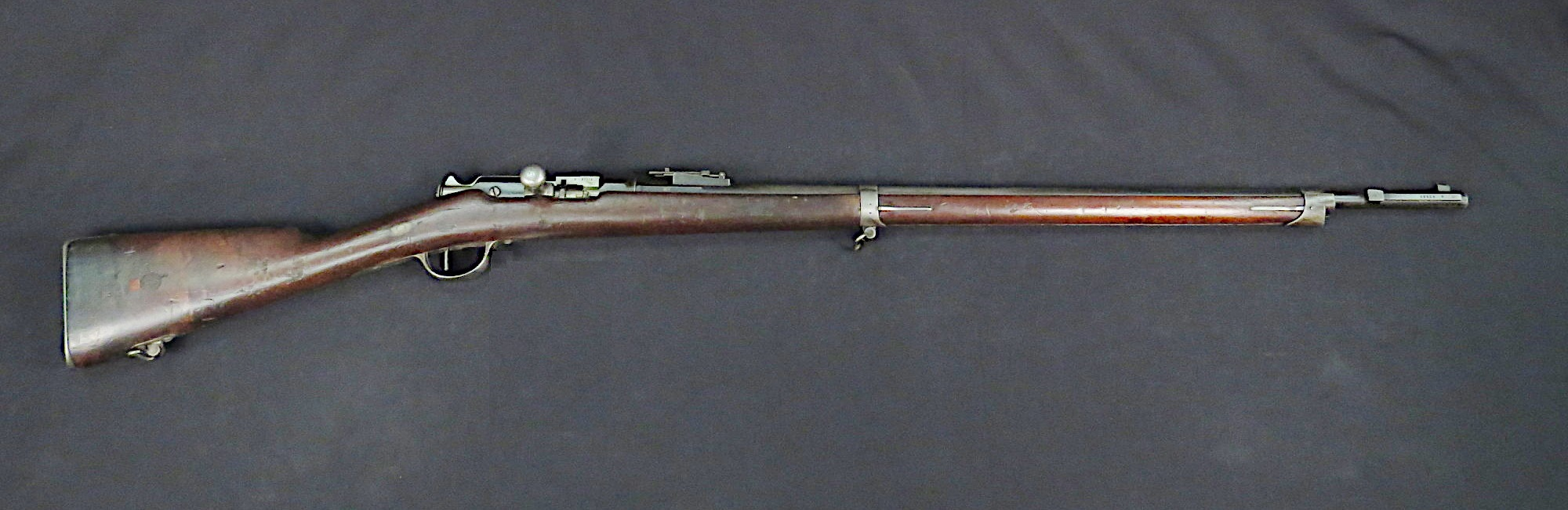
O fuzil Chassepot (Tulle) 1866-1874.

## Histórico

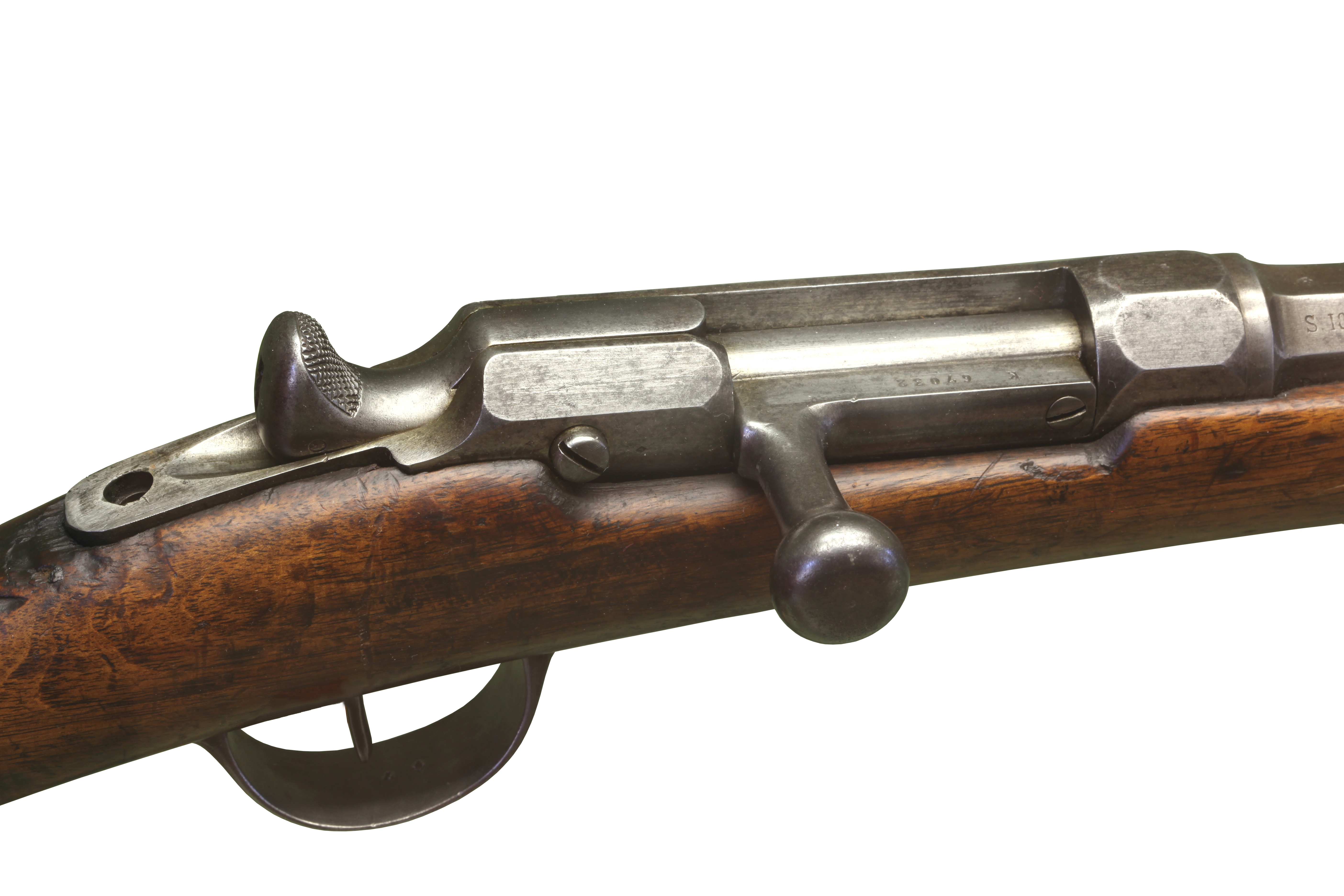
Detalhe do mecanismo de ferrolho do fuzil Chassepot.

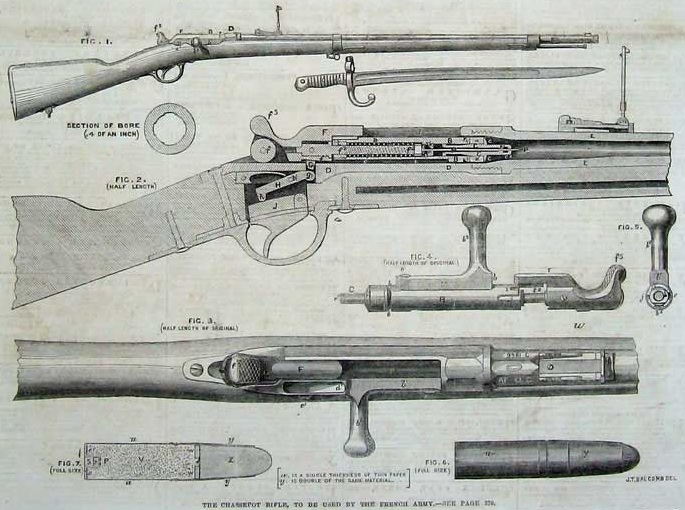
Ilustração de 1867 sobre o funcionamento do fuzil Chassepot e seu cartucho.

O Chassepot recebeu o nome de seu inventor, Antoine Alphonse Chassepot (1833–1905), que, a partir de meados da década de 1850, construiu várias formas experimentais de fuzis por retrocarga. Os dois primeiros modelos do Chassepot ainda usavam o sistema de espoleta de percussão. O terceiro modelo, usando um sistema semelhante ao fuzil de agulha Dreyse prussiano, tornou-se o fuzil de serviço francês em 30 de agosto de 1866. No ano seguinte, fez sua primeira aparição na Batalha de Mentana em 3 de novembro de 1867, onde infligiu graves perdas sobre as tropas de Giuseppe Garibaldi. Foi relatado no Parlamento francês que "Les Chassepots ont fait merveille!", ("Os Chassepots fizeram maravilhosamente!") As pesadas balas de chumbo cilíndricas disparadas em alta velocidade pelo fuzil Chassepot causaram feridas que foram ainda piores do que as do fuzil Minié. Em 1868, todo o exército francês ativo foi rearmado com o Chassepot.
Na Guerra Franco-Prussiana (1870-1871), o Chassepot encontrou sua contraparte prussiana, o fuzil Dreyse. O Chassepot tinha várias vantagens sobre o Dreyse. Ele apresentava um obturador de borracha na "cabeça" do ferrolho para fornecer uma vedação de gás mais eficiente. Embora tenha disparado um calibre menor (11 mm vs. 15,4 para o Dreyse), a munição do Chassepot tinha mais pólvora (5,68 gramas contra 4,85 gramas), resultando em maior velocidade de saída (436 metros por segundo, 33% sobre o Dreyse), a trajetória mais plana e um alcance mais longo. Assim, as miras do Chassepot poderiam ser elevadas até 1 600 metros, enquanto a configuração de miras máxima do Dreyse era de apenas 600 metros. O Chassepot pesava 4,1 kg contra 4,57 kg do fuzil de agulha. Também era mais curto (1 310 mm vs. 1 424 mm).
Após a guerra, 20 000 fuzis Chassepot capturados foram vendidos ao Xá da Dinastia Persa Cajar. O excedente do Chassepot foi exportado para a China. Alguns dos guerreiros do Império Etíope foram equipados com fuzis Chassepot durante a Primeira Guerra Ítalo-Etíope de 1896.

## Tecnologia

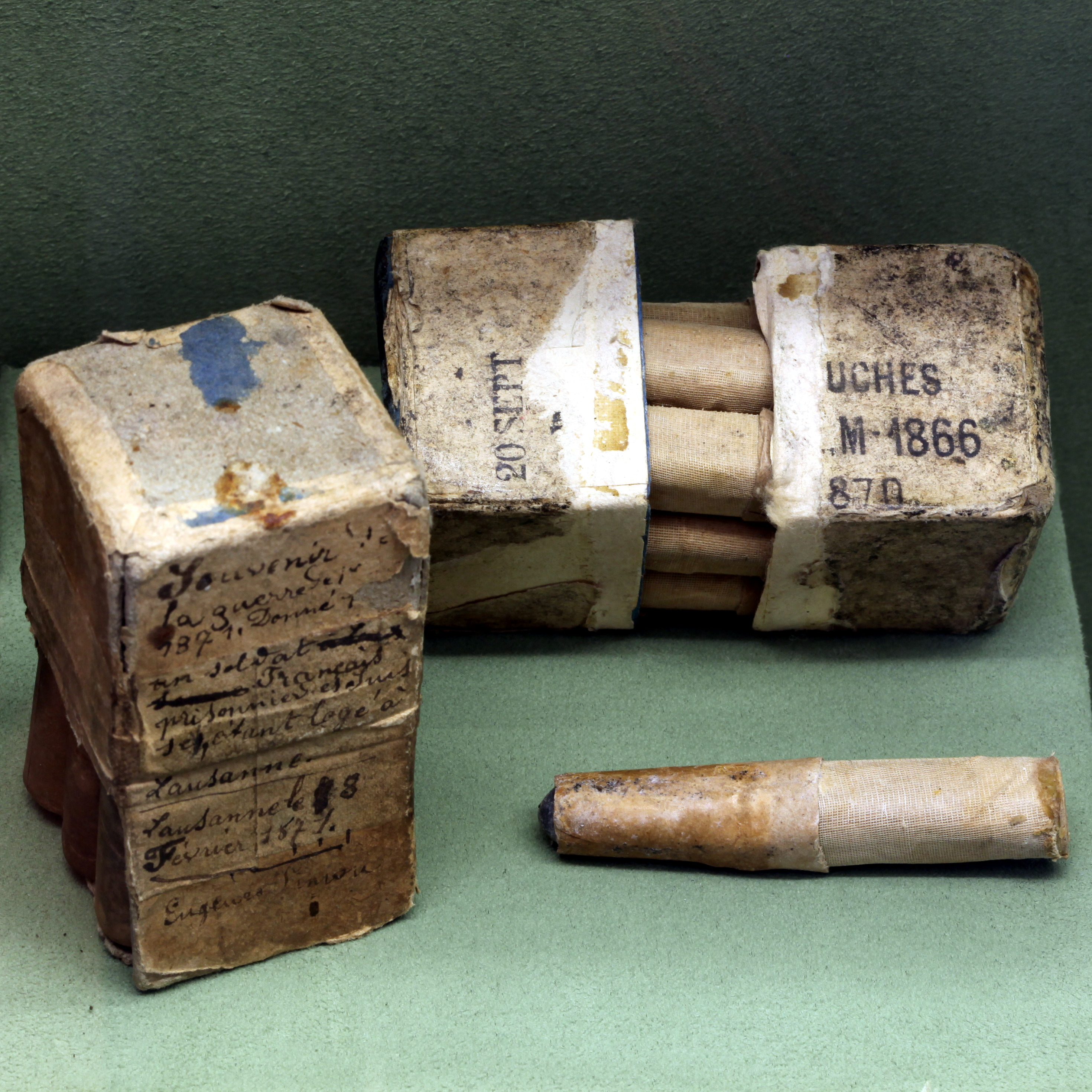
Caixas e exemplar do peculiar cartucho de papel do fuzil Chassepot.

### Mecanismo do ferrolho
A culatra era fechada por um ferrolho semelhante aos dos fuzis mais modernos. Entre as características técnicas de interesse introduzidas em 1866 no fuzil Chassepot estava o método de obturação do ferrolho por um anel de borracha segmentado que se expandia sob a pressão do gás e, assim, selava a culatra quando o tiro era disparado. Esta tecnologia simples, mas eficaz, foi adaptada com sucesso para a artilharia em 1877 pelo Coronel Charles Ragon de Bange, que inventou buchas de amianto impregnadas de graxa para selar a culatra de seus novos canhões (o "sistema De Bange").

### Cartucho

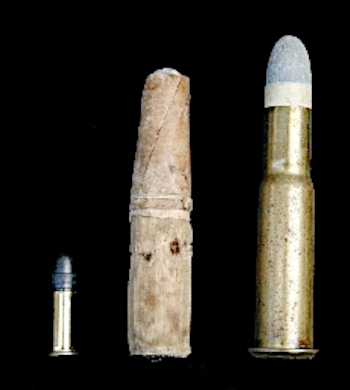
A esquerda um cartucho .22 LR moderno;
Ao centro o cartucho de papel do fuzil Chassepot;
A direita o cartucho metálico do fuzil Gras.

O Chassepot usava um cartucho de papel, que muitos chamam de "combustível", quando na realidade era exatamente o oposto. Ele continha uma bala de chumbo cilindro-cônica de cabeça redonda de 11 mm (0,43 pol.) que era embuchada com papel manteiga. Uma espoleta de percussão padrão invertida ficava na parte traseira do cartucho de papel em seu interior. Ele era disparado pela agulha do Chassepot (um pino de disparo bem longo pontiagudo) ao apertar o gatilho.
Embora o desempenho balístico e as taxas de disparo do Chassepot fossem excelentes para a época, resíduos de papel queimado, bem como incrustação de pólvora negra, acumulavam-se na câmara e no mecanismo do ferrolho após o disparo contínuo. O obturador de borracha do ferrolho sofria corrosão em ação, mas era facilmente substituído no campo por soldados de infantaria. O fuzil de agulha Dreyse, mais antigo e seu cartucho foram construídos deliberadamente de forma a minimizar esses problemas, mas em detrimento de suas propriedades balísticas.
A fim de corrigir este problema, o Chassepot foi substituído em 1874 pelo fuzil Gras que usava um cartucho metálico de latão projetado como de fogo central. Fora isso, o fuzil Gras era basicamente idêntico em aparência externa ao fuzil Chassepot. Quase todos os fuzis do modelo Chassepot mais antigo (Mle 1866) restantes no estoque dos arsenais foram eventualmente convertidos para receber a munição de cartucho metálico 11mm Gras ("fusil Modèle 1866/74"). Cerca de 665 327 fuzis Chassepot foram capturados pela coalizão alemã que derrotou a França em 1871. Um grande número desses fuzis Chassepot capturados foram encurtados e convertidos para cartuchos metálicos 11mm Mauser. Alguns foram usados em unidades de cavalaria do Reino da Saxônia e do Reino da Baviera. Outros foram vendidos "no estado" com negociantes de excedentes britânicos. Na maioria dos casos, mas não em todos, as marcações francesas no receptor desses fuzis Chassepot capturados pelos alemães foram apagadas.

## Usuários
- França
- Mónaco
- Reino da Grécia
- Xogunato Tokugawa
- Dinastia Cajar
- Império Etíope
- Principado da Sérvia

## Guerras
Esses foram os conflitos nos quais o fuzil Chassepot foi utilizado:
- Guerra Franco-Prussiana
- Guerras coloniais francesas
- Guerra Boshin
- Primeira Guerra Ítalo-Etíope
- Outros conflitos menores